# Tyndallisation
La tyndallisation est un procédé de stérilisation modérée qui permet d'éliminer du milieu les formes de résistance des bactéries que sont les spores très pratiqué au début du XXe siècle. Elle tire son nom du scientifique irlandais John Tyndall et est encore pratiquée, souvent sous le nom de « traitements thermiques à basses températures ».

## Principes et procédé
Un chauffage classique n'élimine pas les spores les plus capables de résister à des températures élevées.
Afin d'éliminer les formes végétatives (bactéries) et les formes de résistance (spores), il faut donc soumettre le milieu à un chauffage discontinu à basse température : on ne chauffe que quelques minutes (environ une trentaine) toutes les 24 heures, en ne dépassant pas les 60 °C.
Le chauffage suffit à éliminer les formes végétatives, et provoque un choc thermique, qui est un facteur déclenchant pour qu'une forme de résistance entre en germination, et donne ainsi des formes végétatives.
Les intervalles laissés entre les chauffages permettent donc aux spores de donner des bactéries, qui sont éliminées lors de l'augmentation de température suivante.
De cette façon, on élimine progressivement toutes les spores du milieu, ce qui contribue à le stériliser.

## Utilisations
La tyndallisation est utilisée, éventuellement sous haute pression, notamment pour la conservation de la viande, de médiums cellulosiques de culture de champignon, de bois et l'a été dans le domaine de la médecine pour la conservation de produits biologiques tels que le lait maternel que l'on souhaite conserver sans trop le dégrader,, ou des sérums ou d'autres fluides destinés à être injectés (sérum par exemple).
C'est une technique qui continue à intéresser et qui peut parfois présenter des avantages par rapport à la pasteurisation.

## Réglementation
Dans le domaine médical et agroalimentaire, comme toutes les techniques de stérilisation, la Tyndallisation fait l'objet de Micmacher C (1996) Bases scientifiques de la réglementation dans le domaine du froid. Science et technique du froid, 431-433.